# Os marí de Guadalupe
L'os marí de Guadalupe (Arctocephalus townsendi) és una de les vuit espècies d'os marí que componen el gènere Arctocephalus. La caça de foques reduí les poblacions d'aquest animal a unes quantes dotzenes a la fi del segle xix, però l'espècie es recuperà. Des dels anys 1990 la població atenyia uns deu mil exemplars. Se'n poden trobar molts a l'illa mexicana de Guadalupe.